# غرب وحشی وحشی
غرب وحشی وحشی (انگلیسی: Wild Wild West) یک فیلم کمدی در سبک اکشن و وسترن به کارگردانی بری ساننفلد است که در سال ۱۹۹۹ منتشر شد.

## بازیگران
- ویل اسمیت
- کوین کلاین
- کنت برانا
- سلما هایک
- ام امت والش
- موستا واندر
- بایی لینگ
- تد لواین
- رادنی ای گرانت
- گارسل بووی
- فردریک وان‌دِر وال

## داستان
دههٔ ۱۸۶۰. «جیمز وست» (اسمیت) و «آرتیموس گوردون» (کلاین) دو مأمور فدرال با ویژگی‌های کاملاً متضاد هستند. رئیس‌جمهور ایالات متحد از آن دو دعوت می‌کند تا نابغه ای با مقاصد شیطانی به نام «دکتر آرلیس لاولس» (برانا) را بیابند و دستگیر کنند.